# 五叶凤尾蕨
五叶凤尾蕨（学名：Pteris quinquefoliata）为凤尾蕨科凤尾蕨属下的一个种。

## 扩展阅读
- 維基物種上的相關：五叶凤尾蕨